# Peter Reddaway
Peter Reddaway, né le 18 septembre 1939 et mort le 28 juillet 2024, est un politologue anglo-américain et expert de la Russie, connu principalement pour son étude des droits de l'homme et du mouvement dissident.

## Biographie
Peter Reddaway est diplômé de l'Université de Cambridge et fait des études supérieures à Harvard, à l'Université d'État de Moscou et à la London School of Economics and Political Science où il enseigne ensuite. Reddaway s'installe aux États-Unis dans les années 1980 et est directeur du Kennan Institute for Advanced Russian Studies (1986-1989). De 1989 jusqu'à sa retraite en 2004, il est professeur de sciences politiques à l'Université George-Washington, où il donne des cours sur l'histoire soviétique et post-soviétique. Il est enfin professeur émérite dans cette université.
Dès le début des années 1970, Reddaway est étroitement impliqué dans le mouvement dissident soviétique et en faveur des droits de l'homme. Il publie certains de ses articles à ce sujet dans Dissent. Reddaway témoigne sur la Corruption en Russie lors d'audiences au Congrès américain. Selon l'une des présentations de Reddaway, « en 1998, le régime d'Eltsine et l'État russe étaient devenus non seulement dangereusement faibles et corrompus, mais aussi… financièrement dépendants de l'élite riche de Russie » ; il considère Vladimir Poutine comme un produit du système Eltsine, qui, « s'il essaie de changer le système... se retrouvera prisonnier du système ».
Reddaway meurt aux États-Unis le 28 juillet 2024, à l'âge de 84 ans.

## Publications
- Uncensored Russia: The Human Rights Movement in the USSR (1972), qui consiste principalement en sa traduction des 11 premiers numéros de la Chronique clandestine de l'actualité ;
- Psychiatric Terror: How Soviet Psychiatry is Used to Suppress Dissent (co-écrit avec Sidney Bloch, 1977) ;
- Soviet Psychiatric Abuse (co-écrit avec Sidney Bloch, 1984) ;
- Authority, Power and Policy in the USSR (co-édité avec TH Rigby et Archie Brown, 1980) ;
- The Tragedy of Russia's Reforms: Market Bolshevism Against Democracy (co-écrit avec Dmitri Glinski, 2001) ;
- The Dynamics of Russian Politics: Putin's Reform of Federal-Regional Relations (en 2 volumes, co-écrit avec Robert Orttung, 2003-2004), et
- The Dissidents: A Memoir (2020)[6]